# Ethiominia mediofasciata
Ethiominia mediofasciata är en fjärilsart som beskrevs av M.Gaede. Ethiominia mediofasciata ingår i släktet Ethiominia och familjen nattflyn. Inga underarter finns listade i Catalogue of Life.